# Le Criminel
Pour les articles homonymes, voir The Stranger.
Pour plus de détails, voir Fiche technique et Distribution.
Le Criminel (The Stranger), ou Criminel en Belgique, est un film noir américain réalisé et coécrit par Orson Welles, sorti en 1946. Il s'agit de son troisième long métrage en tant que réalisateur et son premier film noir.
Traitant du thème des crimes de guerre, c'est le premier film hollywoodien à présenter des séquences documentaires sur la Shoah.
Le film est nommé pour le Lion d'or au 8e festival international du film de Venise, à cette époque seul festival à décerner un « grand prix international » de cinéma. Victor Trivas est nommé aux Oscars 1947 dans la catégorie « meilleur scénario ».
Le film est entré dans le domaine public, la protection des droits d'auteur n'ayant pas été renouvelée.[réf. nécessaire]

## Synopsis
Peu après la Seconde Guerre mondiale, l'inspecteur Wilson,  agent de la Commission des crimes de guerre des Nations Unies, traque les criminels de guerre allemands. Il convainc la Commission de libérer Konrad Meinike, un de ces criminels. Son plan est de le prendre en filature afin que celui-ci le conduise à Franz Kindler, jadis responsable de haut rang des camps de concentration. Effectivement, Meinike se lance à la recherche de Kindler , qu'il retrouve à Harper, une petite ville du Connecticut, aux États-Unis.
Kindler y a refait sa vie sous le nom de Charles Rankin ; il est devenu un professeur aimé et apprécié dans une école locale.

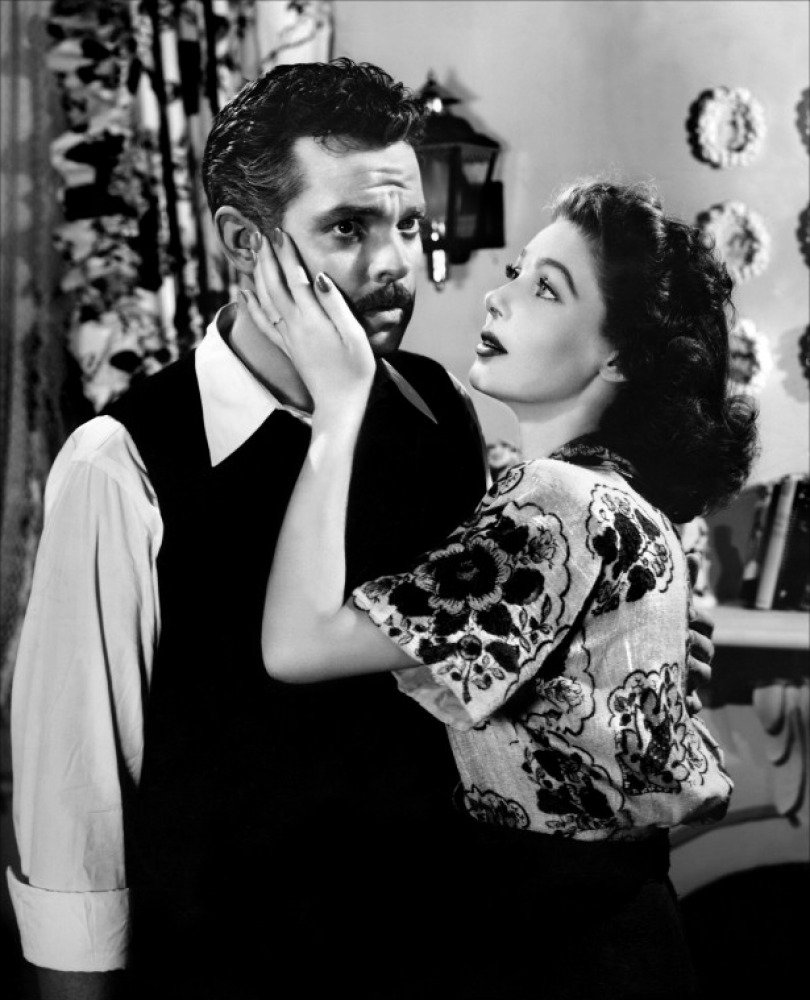
Orson Welles et Loretta Young.

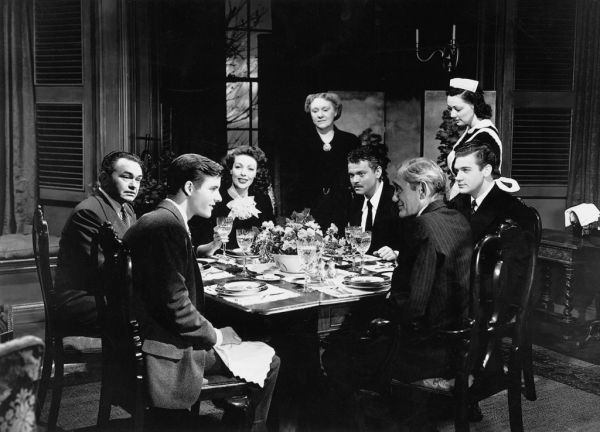
De gauche à droite : Edward G. Robinson, Richard Long, Loretta Young, Martha Wentworth, Orson Welles, Philip Merivale, Byron Keith (et non-identifiée).

Au moment où Meineke le retrouve, Rankin se prépare à épouser Mary Longstreet, la fille d'un juge de la Cour suprême. En dehors des cours, il passe son temps à réparer le mécanisme du Glockenspiel du beffroi de l'église.
Meineke découvre qu'il est suivi par Wilson. Il l'assomme, le laissant pour mort, puis va à la rencontre de Kindler. Meineke, en prison, s'est converti et croit que c'est Dieu qui l'a libéré ; il implore Kindler de confesser ses propres crimes. Au lieu de cela, Kindler l'étrangle et enterre le corps dans la forêt.
Wilson revient à lui et commence à enquêter sur les récents nouveaux arrivants de la petite ville. En raison du mariage de Rankin avec Mary Longstreet, il ne soupçonne pas celui-ci, jusqu'à ce que ce dernier n'eveille ses soupçons au cours d'un repas en affirmant que puisque Karl Marx était Juif, il ne pouvait pas être Allemand.
Cependant, aucune preuve ne vient confirmer les soupçons de Wilson. Seule Mary sait que Meineke a rencontré son mari, mais elle lui garde une confiance inébranlable. Wilson approche Mary pour l'amener à admettre que son mari est un criminel.
Kindler commence à être ébranlé quand Red, le chien de la famille, découvre le corps de Meinike. Pour protéger son secret, il empoisonne l'animal qui est retrouvé par le frère de Mary.
Mais Wilson a semé le doute : Mary commence à soupçonner que son mari ne lui dit pas la vérité. Il admet alors avoir tué Meinike et Red, mais affirme que Meinike le faisait chanter. Mary, qui l'aime toujours et veut le protéger, l'aide en mentant á Wilson au sujet de Meineke. Wilson lui montre alors des images des camps de concentration nazis et lui explique comment Kindler a contribué au génocide. Mary est déchirée entre son amour et son désir d'apprendre la vérité.
Se voyant découvert, Kindler essaie de mettre en scène un « accident » fatal pour Mary, mais elle échappe au piège. En acceptant enfin la vérité, elle met son mari au défi de la tuer en la regardant en face. Kindler se lance mais l'arrivée de Wilson et du frère de Mary l'en empêche et celle-ci s'échappe de la maison.
Kindler s'enfuit lui aussi et se réfugie dans le Glockenspiel, poursuivi par Mary puis Wilson. Alertés, les habitants de la ville se massent à l'extérieur du bâtiment. Au sommet du beffroi,  Kindler s'empale sur l'épée de l'un des automates. Il se dégage mais, grièvement blessé, il tombe dans le vide.

## Fiche technique
Sauf indication contraire, les informations mentionnées dans cette section peuvent être confirmées par la base de données cinématographiques IMDb,  présente dans la section « Liens externes ».
- Titre français : Le Criminel
- Titre belge : Criminel
- Titre original : The Stranger
- Réalisation : Orson Welles
- Scénario : Anthony Veiller, John Huston et Orson Welles[Note 2], d’après une histoire de Victor Trivas
  - Adaptation : Victor Trivas et Decla Dunning
- Musique : Bronislau Kaper
- Photographie : Russell Metty
- Montage : Ernest J. Nims
- Direction artistique : Albert S. D'Agostino (non crédité)
- Décors : Perry Ferguson
- Costumes : Michael Woulfe (non crédité)
- Production : Orson Welles, Sam Spiegel
- Sociétés de production : Mercury Productions et RKO Pictures
- Sociétés de distribution : RKO Radio Pictures (États-Unis - sortie initiale)
- Pays de production :  États-Unis
- Langue originale : anglais (quelques mots en espagnol et en français)
- Genre : film policier
- Format : noir et blanc - 1,37:1 - 35 mm - mono (RCA Sound System)
- Durée : 95 minutes
- Dates de sortie :
  - États-Unis : 2 juillet 1946 (sortie limitée : Los Angeles et Salt Lake City) ; 10 juillet 1946 (sortie limitée : New York) ; août 1946 (sortie nationale)
  - France : 7 avril 1948
- Affiche : Clément Hurel (France)

## Distribution
Sauf indication contraire, les informations mentionnées dans cette section peuvent être confirmées par la base de données cinématographiques IMDb,  présente dans la section « Liens externes ».
- Orson Welles (VF : Jean-François Laley) : Franz Kindler, alias Charles Rankin
- Loretta Young (VF : Marianne Georges) : Mary Longstreet (puis Mary Rankin)
- Edward G. Robinson (VF : Jean Brochard) : l’inspecteur Wilson
- Konstantin Shayne (VF : Henry Darbrey) : Konrad Meinike
- Philip Merivale (VF : Lucien Blondeau) : le juge Longstreet, père de Mary et Noah
- Richard Long : Noah Longstreet, frère de Mary
- Martha Wentworth (VF : Mona Dol) : Sara, la domestique
- Byron Keith (VF : Michel André) : le docteur Jeffrey (Jeff) Lawrence
- Billy House (VF : Jacques Berlioz) : M. Potter
- Erskine Sanford (VF : Jean Berton) : M. Randall
- David Bond (non crédité) : un étudiant

## Production
Orson Welles finit le tournage avec dix jours d'avance sur la date prévue. Il considère toutefois cette œuvre comme son film le moins bon, disant à son propos : 

« J'ai voulu faire un film pour montrer à l'industrie que je pouvais tourner un film standard hollywoodien, dans les limites du temps et du budget, comme n'importe qui d'autre. »

Selon lui, il n'y avait rien de lui là-dedans.